# Steirische Volkswirtschaftliche Gesellschaft
Die Steirische Volkswirtschaftliche Gesellschaft (STVG) ist eine Bildungseinrichtung der steirischen Wirtschaft und wurde 1955 in der Rechtsform eines Vereines gegründet. Peter Härtel und Michaela Marterer bilden die Geschäftsführung der STVG.
Mit dem Schwerpunktthema „Bildung und Wirtschaft“, schafft die STVG eine Schnittstelle zwischen Bildungseinrichtungen und der Wirtschafts- und Berufswelt.
Ziele dieser Bildungsarbeit am Treffpunkt der beiden Bereiche sind Beiträge zum besseren Verständnis für gesellschaftliche und wirtschaftliche Zusammenhänge, Trends und Entwicklungen zu leisten.
Weitere Ansätze und Ziele der Arbeit der STVG sind sowohl das Fördern von Kooperationen und Orientierung an den Übergängen zwischen schulischen Bildungswegen, betrieblicher Ausbildung und Berufslaufbahnen, als auch das Stärken der Bildungsqualität als Faktor unternehmerischer, wirtschaftlicher und gesellschaftlicher Entwicklungen.
Europäische Kooperationen und Projekte sind wesentliche Elemente der Aktivitäten der STVG.
Dabei kooperiert die STVG intensiv mit der Wirtschaftskammer Steiermark, der Steirischen Industriellenvereinigung und der Steirischen Landesregierung.